# Saint-Julien-aux-Bois
Saint-Julien-aux-Bois ist eine französische Gemeinde mit 435 Einwohnern (Stand 1. Januar 2022) im Département Corrèze in der Region Nouvelle-Aquitaine.

## Geografie
Die Gemeinde liegt im Zentralmassiv im Herzen der Xaintrie, nordwestlich des Stausees von Enchanet (frz.: Barrage d’Enchanet) und wird von der Maronne durchflossen. Tulle, die Präfektur des Départements, befindet sich etwa 40 Kilometer nordwestlich und Argentat 20 Kilometer südwestlich sowie Aurillac im Cantal rund 45 Kilometer südöstlich.
Nachbargemeinden von Saint-Julien-aux-Bois sind Auriac im Norden, Rilhac-Xaintrie im Nordosten, Pleaux im Osten, Cros-de-Montvert im Süden, Saint-Cirgues-la-Loutre im Südwesten sowie Saint-Geniez-ô-Merle, Saint-Privat im Westen sowie Darazac im Nordwesten.

## Wappen
Beschreibung: In Rot ein gedrückter goldener Sparren, über und unter diesem ein goldenes gemeines Kreuz.

## Einwohnerentwicklung
| Jahr      | 1962 | 1968 | 1975 | 1982 | 1990 | 1999 | 2007 | 2016 |
| Einwohner | 730  | 764  | 697  | 627  | 584  | 501  | 475  | 466  |

## Sehenswürdigkeiten
- Barrage d’Enchanet, ein Stausee der Maronne, genutzt als Wasserkraftwerk durch die Électricité de France.
- Die Kirche Saint Julien le Martyr aus dem ausgehenden 13. Jahrhundert[2]
- Mittelalterliche Bauernhöfe der Xaintrie[3][4]